# Zafferana Etnea
Zafferana Etnea es una localidad italiana de la provincia de Catania , región de Sicilia. Actualmente cuenta con 9.397 habitantes.

Ubicación de la ciudad de Zafferana Etnea dentro de la provincia de Catania.

## Evolución demográfica
| Gráfica de evolución demográfica de Zafferana Etnea entre 1861 y 2011 |
|                                                                       |
| Fuente ISTAT - elaboración gráfica de Wikipedia                       |